# Alix Jamieson
Alix Jamieson (eigentlich Louise Alexandra Jamieson, verheiratete Stevenson; * 31. März 1942) ist eine ehemalige britische Weitspringerin, Sprinterin und Hochspringerin.
Für Schottland startend wurde sie bei den British Empire and Commonwealth Games 1958 in Cardiff Zehnte im Hochsprung. Über 100 Yards und 220 Yards schied sie im Vorlauf aus.
Beim Weitsprung der Olympischen Spiele 1964 in Tokio kam sie auf den 17. Platz.
1966 wurde sie bei den British Empire and Commonwealth Games in Kingston Vierte im Weitsprung und schied über 100 Yards abermals in der ersten Runde aus.
1970 wurde sie bei den British Commonwealth Games in Edinburgh erneut Vierte im Weitsprung.
1964 wurde sie Englische Hallenmeisterin im Weitsprung.

## Persönliche Bestleistungen
- 100 m: 12,1 s, 1964
- 200 m: 25,3 s, 1964
- Hochsprung: 1,56 m, 1970
- Weitsprung: 6,27 m, 13. Juni 1970, Edinburgh